# 龍王鯨亞科
龍王鯨亞科（英語：Basilosaurinae）為鯨下目古鯨小目分類下的一個亞科，包含兩個屬：龍王鯨屬及王鯨屬。牠們主要共同特徵在於延伸延長的胸椎、腰及骶尾近身端。所有龍王鯨亞科的物種體型都比辛西婭鯨以外的矛齒鯨亞科物種還大。
在Uhen 2013 中，龍王鯨亞科被宣稱為龍王鯨科底下一個無效的亞科。

## 分類
- 龍王鯨亞科 Basilosaurinae
  - 龍王鯨屬 Basilosaurus Harlan, 1834
  - 仲王鯨屬 Basiloterus Gingerich, Arif, Bhatti, Anwar e Sanders, 1997
  - 叔王鯨屬（英语：Basilotritus） Basilotritus Goldin & Zvonok 2013
  - 始新鯨屬（英语：Eocetus） Eocetus Fraas, 1904

## 筆記
1. 1 2  "Basilosauridae". The Paleobiology Database, accessed 10 June 2019.
2. ↑  Uhen 2008